# Steve LaPorte
Steve LaPorte (geb. vor 1980) ist ein Maskenbildner und Spezialeffektkünstler.

## Leben
LaPorte begann seine Karriere im Filmstab 1980 als Assistenz-Maskenbildner bei den Dreharbeiten zu Don Edmonds Horrormusical Terror on Tour. Es folgten weitere Horrorfilme wie Das Tier und Das Ding aus dem Sumpf, aber auch Science-Fiction-Filme wie Krieg der Eispiraten und Star Trek III: Auf der Suche nach Mr. Spock. 1989 wurde er für Tim Burtons Horrorkomödie Beetlejuice zusammen mit Ve Neill und Robert Short mit dem Oscar in der Kategorie Bestes Make-up und beste Frisuren ausgezeichnet. Auch bei den Verleihungen der BAFTA Film Awards im darauf folgenden Jahr war LaPorte in der Kategorie Beste Maske für Beetlejuice nominiert, hier setzte sich jedoch der Monumentalfilm Der letzte Kaiser durch.
Neben seinen Filmengagements war Dupuis auch für das US-amerikanische Fernsehen tätig, unter anderem an den Fernsehserien Lost, Bosch und Longmire. Für sein Wirken beim US-amerikanischen Fernsehen war LaPorte zwischen 1993 und 2014 fünf Mal für einen Primetime Emmy nominiert, den er 1999 für sein Wirken an Akte X – Die unheimlichen Fälle des FBI gewinnen konnte.

## Filmografie (Auswahl)
- 1981: Das Tier (The Howling)
- 1982: Das Ding aus dem Sumpf (Swamp Thing)
- 1984: Krieg der Eispiraten (The Ice Pirates)
- 1984: Star Trek III: Auf der Suche nach Mr. Spock (Star Trek III: The Search for Spock)
- 1985: Die Farbe Lila (The Color Purple)
- 1985: Die Goonies (The Goonies)
- 1987: Running Man (The Running Man)
- 1988: Beetlejuice
- 1990: Edward mit den Scherenhänden (Edward Scissorhands)
- 1991: Terminator 2 – Tag der Abrechnung (Terminator 2: Judgment Day)
- 1991: Thelma & Louise
- 1997: Das Relikt (The Relic)
- 2000: Der Grinch (How the Grinch Stole Christmas)
- 2002: The Scorpion King
- 2004: Van Helsing
- 2009: Surrogates – Mein zweites Ich (Surrogates)
- 2011: X-Men: Erste Entscheidung (X-Men: First Class)
- 2012: Abraham Lincoln Vampirjäger (Abraham Lincoln: Vampire Hunter)

## Auszeichnungen (Auswahl)
- 1989: Oscar in der Kategorie Bestes Make-up und beste Frisuren für Beetlejuice
- 1989: BAFTA-Film-Award-Nominierung in der Kategorie Beste Maske für Beetlejuice